# Kościół Najświętszego Serca Pana Jezusa w Proślicach
Kościół Najświętszego Serca Pana Jezusa – drewniany, rzymskokatolicki kościół filialny, położony we wsi Proślice, w gminie Byczyna). Kościół należy do parafii Nawiedzenia Najświętszej Maryi Panny w Polanowicach w dekanacie Wołczyn, diecezji kaliskiej. Kościół dnia 10 grudnia 1953 roku, pod numerem 70/53, został wpisany do rejestru zabytków Narodowego Instytutu Dziedzictwa.

## Historia
Kościół został wybudowany w 1580 roku przez społeczność ewangelicką, w większości zamieszkująca wówczas te tereny. Przebudowany został w 1748 roku. Kościół remontowany był w latach: 1859, 1905, 1929 i 1980.

## Architektura i wnętrze
Jest to budowla jednonawowa, orientowana o konstrukcji zrębowej. Prezbiterium jest mniejsze od nawy, zamknięte trójbocznie z zakrystią. 

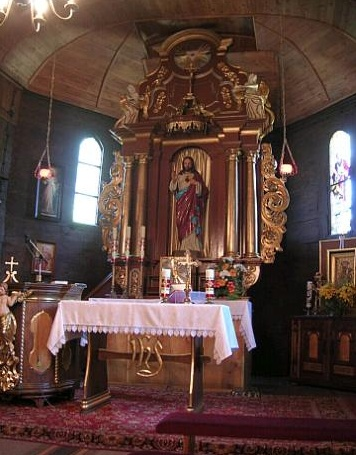
Ołtarz

Wieża kościelna o konstrukcji słupowej jest o pochyłych ku górze ścianach z kruchtą w przyziemiu, zakończona drewnianym hełmem cebulastym z latarnią. Wieża została dobudowana przez Jerzego Zająca, miejscowego młynarza. W wieży kościoła zamontowano w 1693 roku dzwon, który został odlany przez Zygmunta Gotza. Z boku nawy dobudowana została loża kolatorska. Dach jest jednokalenicowy, pokryty gontem. Wewnątrz, sklepienie jest typu kolebkowego z płaskimi odcinkami po bokach. Chór muzyczny wsparty na trzech słupach, połączony jest z emporami bocznymi. Organy pochodzą z połowy XVIII wieku. W belce tęczowej znajduje się rozeta.
Z wyposażenia świątyni na uwagę zasługują również:
- późnobarokowy ołtarz główny z około 1700 roku,
- późnobarokowa ambona, która wspiera się na figurze anioła,
- późnobarokowy prospekt organowy[6].
- późnorenesansowa szafka o bogatej dekoracji płycinowej i intarsjowanej[7].